# Best Of (Gigi D'Agostino)
Best of è una raccolta in studio dei maggiori successi del Disc jockey Gigi D'Agostino, pubblicato nel 2012

## Tracce
CD 1
1. Gigi D'Agostino – Amorelettronico
2. Gigi D'Agostino – Star
3. Gigi D'Agostino – Together In A Dream
4. Gigi D'Agostino – Welcome To Paradise
5. Gigi D'Agostino – Wellfare (I Wanna Tanz)
6. Gigi D'Agostino & Datura – Summer Of Energy (Amore Mix)
7. Luca Noise – Magic Of Love (Gigi D'Agostino & Luca Noise Trip)
8. Gigi D'Agostino – L'Amour Toujours
9. Gigi D'Agostino – Your Love (elisir) (In F. M. Mix)
10. Gigi D'Agostino – Gigi's Way
11. Gigi D'Agostino – Hymn
12. Gigi D'Agostino – Un Giorno Credi (feat. Edoardo Bennato)
13. Gigi D'Agostino – Another Way
14. Gigi D'Agostino – Egiziano

CD 2
1. Tarro Noise & Zarro Dag – Into The Bam
2. Gigi D'Agostino – Ininterrottamente
3. Gigi D'Agostino – Ginnastica Mentale (F.M.)
4. Gigi D'Agostino – Impressioni Di Settembre
5. Gigi D'Agostino – Believe
6. Gigi D'Agostino – La Ninna Nanna
7. Lento Violento Man – The Maranza
8. Dottor Dag – Distorsione Dag (Lussazione Mix)
9. Lento Violento Man – Endis
10. Dottor Dag – Musicore
11. Gigi D'Agostino – Noi Adesso E Poi
12. Gigi D'Agostino – Bla Bla Bla (Blando RMX)
13. Gigi D'Agostino – Passa
14. Gigi D'Agostino – Fomento